# فهرست اصطلاحات رادیو و تلویزیون
این واژه نامه فهرستی از تعاریف اصطلاحات و مفاهیم مربوط به پخش رادیویی و تلویزیونی است.

## فهرست
- آنونس یا تریلر (Trailer)
- برفک (ویدئو)
- تدوین
- تروکاژ
- تله تکست: پیام‌نما
- تلویزیون فانتزی
- تلویزیون واقع‌نما
- تیتراژ
- جلوه‌های ویژه
- چهره‌پردازی
- درام (فیلم و تلویزیون)
- دکور (سینما و تلویزیون)
- زنگوله (Jingle)
- شبح‌سازی (تلویزیون)
- صدا و سیما
- صدابرداری
- فیلم‌برداری
- کارگردان
- عوامل تولید
- منشی صحنه
- صحنه‌پردازی
- نورپردازی
- طراح لباس
- تدوین گر
- فیلم بردار
- کارگردان
- منشی صحنه
- صدا بردار
- کارشناس رایانه
- خبرنگار
- مهندس فنی
- مهندس تأسیسات
- مهندس برق
- ویراستار
- ویراستار شنیداری (ویژه نابینایان)
- نویسنده برنامه‌های رادیویی
- سردبیر
- گوینده رادیویی
- گوینده تلویزیونی
- تصویریاب
- بایگان (آرشیویست)
- تهیه‌کننده رادیویی
- تهیه‌کننده تلویزیونی
- کارمند هماهنگی
- مدیرتولید
- مجری طرح
- طراح پروژه